# 约翰·布里赛特
约翰·布里赛特（英語：John Breathitt，1786年9月9日—1834年2月21日），是一名肯塔基州政治人物。他曾任第11任肯塔基州州长，也是第一位担任此职位的民主党人、第二位在任上去世的肯塔基州州长。在离世后不久，肯塔基州为纪念他，成立布里萨特郡并以他命名。
布里赛特早年被任命为伊利诺伊领地的副测量员。在返回肯塔基后，他在一所乡村学校任教。通过投资，他积累了足够的财富，在跟随凯莱布·华莱士法官学习法律，后返乡设立律所。1811年，布里赛特当选为肯塔基州众议院的首批议员之一。1828年，经美国民主党提名为肯塔基州副州长候选人。虽然他的竞选搭档威廉·T·巴里败给了托马斯·梅特卡夫，但布里赛特仍击败了对手当选副州长。
在他担任副州长期间，布里赛特曾是美国参议院接替约翰·罗文的几位候选人之一。然而肯塔基州议会在这一任命上陷入僵局，该席位一直到下届大会才得以填补。1832年举行的州长选举中，布里赛特获得民主党的提名并成功当选，但辉格党副州长候选人詹姆斯·特纳·莫尔黑德击败了布里赛特的竞选伙伴。起初，布里赛特因公开谴责约翰·C·卡尔霍恩的废止论而受到广泛支持，但随着辉格党控制了州议会，他在肯塔基州政事中逐渐举步维艰。1834年2月21日，他因肺结核病死于官邸。

## 早期生涯
1786年9月9日，约翰·布里赛特出生于弗吉尼亚亨利县的新伦敦附近。他是威廉·布里赛特和伊丽莎白·布里赛特的长子，他还有四个弟弟和四个妹妹。他们家族早年从苏格兰移民到马里兰，然后定居在弗吉尼亚。他的妈妈伊丽莎白·布里赛特具有英国血统。约翰·布里赛特的两个弟弟后来也积极从政：乔治·布里赛特曾任美国总统安德鲁·杰克逊的私人秘书、詹姆斯·布里赛特后来出任了肯塔基州的联邦检察官。
他们的妹妹简·布里赛特嫁给了来自田纳西州纳什维尔的约翰·萨平顿医生，这对夫妇于1817年搬到密苏里中部地区。在那里，萨平顿夫妇发展了商业，并获得了大量土地和奴隶，成为萨林县的当地士绅。他因研发治疗疟疾和其他发烧的专利药奎宁而闻名全国，他的奎宁药丸从密苏里和密西西比河地区不断发展，并逐渐成为全美的畅销药品。萨平顿的两个女婿（梅雷迪思·迈尔斯·马默杜克、克莱本·福克斯·杰克逊）、一个外孙（约翰·萨平顿·马默杜克）都曾担任过密苏里州州长。
约翰·布里赛特最初在家接受教育，之后进入到弗吉尼亚当地的几个公立学校读书。1800年，他跟随家人搬至肯塔基州洛根县，并在那里继续完成学业。成年后，他被任命为伊利诺伊领地的副测量员。他之后返回肯塔基，并在当地一所学校任教。此外他还投资购买土地，并很快积累了足够的财富，足够他维持几年的生活。他选择跟随迦勒·华莱士学习法律（“读法律”）。1810年，他获得了肯塔基州拉塞尔维尔的律师资格，并在那里开设了自己的律所。
1812年，布里赛特与洛根县的卡罗琳·惠特克结婚，两人有一子一女。卡罗琳去世后，他又娶切斯特菲尔德县的苏珊·哈里斯，并育有一女。

## 进入政坛
1811年，布里赛特代表洛根县，当选肯塔基州众议院议员，并在之后的每年竞选中都获得连任（至1815年）。1828年肯塔基州州长选举中，民主党人推举威廉·T·巴里作为州长候选人，并将将副州长的提名给了约翰·P·奥尔德姆法官，但遭到奥尔德姆婉拒；于是，布里赛特作为替补获得了党内提名。巴里在与国家共和党候选人托马斯·梅特卡夫竞争中落选；但布里赛特却以超过1000票的优势击败了梅特卡夫的竞选伙伴约瑟夫·R·安德伍德。
作为副州长，布里赛特推动了该州公立学校的建立。1829年12月31日，他被选为肯塔基教育协会主席，该协会旨在持续促进大众教育的改进和传播。1833年，布里赛特担任肯塔基州普通学校协会（Kentucky Common School Society）的主席。
1831年，布里赛特成为美国参议院接替约翰·罗文的几位候选人之一，他获得了137张选票中的66张，离多数票还差3票。其他落选的候选人包括约翰·J·克里滕登（68票）、理查德·门特·约翰逊（64票），和查尔斯·A·维克利夫（49票）。经过15次投票，州议会均未能选出合适的被提名人，于是将此事推迟到下届议会。在那届会议上，议会最终选择亨利·克莱填补该席位。

### 肯塔基州州长
1832年，民主党推选约翰·布里赛特和本杰明·泰勒分别作为肯塔基州州长和副州长的竞选候选人。他们面对的是辉格党推举的理查德·阿莱德·巴克纳和詹姆斯·特纳·莫尔黑德。巴克纳的竞选工作被他崇高的宗教理念所伤害（这些理念包括有反对在周日处理邮件），并未能获得他们自己党内媒体的支持。布里赛特以微弱优势击败了巴克纳，但莫尔黑德却击败了泰勒。
布里赛特的当选也标志着民主党人首次担任肯塔基州州长。然而此次选举也受到舞弊影响：在奥尔德姆县统计的选票数占全县选民人数的162.9%，这些选票以2:1的比例，支持布里赛特当选。大多数肯塔基州民众更关心即将到来的1832年美国总统选举，并希望辉格党人、肯塔基州老乡亨利·克莱能够击败民主党人安德鲁·杰克逊。也由于这种倾向，选民们在肯塔基州的其他竞选职位上都更青睐于辉格党的人选。
在任期初期，恰逢废止危机爆发，约翰·布里赛特强烈反对南卡罗来纳州期间的行动，并赢得了辉格党和民主党的青睐。在布里赛特的带领下，州立法机构于1833年2月2日通过决议，谴责废止论。这一行动在当时尤其重要，因为约翰·卡尔霍恩的废止论恰恰是基于1799年的《肯塔基决议》。
布里赛特在州内政治的工作表现并不尽如人意。他热衷于支持杰克逊主义原则，并对批评杰克逊总统土地政策的法案行使了否决权。他支持杰克逊解散美国第二银行的意见，并赞成开设一些州立银行。但面对州议会中的辉格党多数派，他只成功地特许了肯塔基州的路易斯维尔银行。他还支持完成列克星敦-俄亥俄州铁路以改善基础设施和市场准入，肯塔基州内部改善委员也为此提供了30万美元的贷款。1833年，其中的一半贷款得到了批准，但直到1851年工程才完工。
布里赛特还参加了肯塔基州的节制运动。在1832年的一次演讲中，他将该州的高谋杀率归咎于饮酒。1834年1月13日，肯塔基州立法戒酒会的成立大会召开，布里赛特当选为主席，副州长詹姆斯·特纳·莫尔黑德担任五位副主席之一。
1834年2月21日，布里赛特因肺结核在法兰克福的老州长府官邸去世。他是肯塔基州第二位死于任上的州长（第一位是乔治·麦迪逊）。最初他被安葬于布里赛特家族墓地，后来被重新安葬在拉塞尔维尔的枫树林公墓。在他死后，1839年肯塔基州布里赛特县成立，并以他的名字命名。1872年3月5日，肯塔基州议会决定在罗素维尔的布里赛特墓地上竖立一座纪念碑。

### 传记
- . Kentucky General Assembly. 1872  [2009-01-25].
- Collins, Lewis; James, J.A.; James, U.P. . 1847  [2007-11-28]. （原始内容存档于2005-02-07）.
- Cramer, Clayton E. . Greenwood Publishing Group. 1999  [2009-01-25]. ISBN 0-275-96615-1. （原始内容存档于2014-06-28）.
- Harrison, Lowell H. Kleber, John E. , 编. . Associate editors: Thomas D. Clark, Lowell H. Harrison, and James C. Klotter. Lexington, Kentucky: The University Press of Kentucky. 1992. ISBN 0-8131-1772-0.
- Kerr, Charles; William Elsey Connelley; Ellis Merton Coulter. . American Historical Society. 1922  [2009-01-25].
- Levin, H. . Chicago, Illinois: Lewis Publishing Company. 1897  [2007-11-28]. （原始内容存档于2005-02-07）.
- Little, Lucius P. . Courier-journal job printing company. 1887  [2009-01-25].
- Mathias, Frank F. Lowell H. Harrison , 编. . The University Press of Kentucky. 2004. ISBN 0-8131-2326-7.
- Powell, Robert A. . Danville, Kentucky: Bluegrass Printing Company. 1976. ASIN B0006CPOVM. OCLC 2690774.
- Smith, John David; Thomas H. Appleton; Charles Pierce Roland. . Greenwood Publishing Group. 1997  [2009-01-25]. ISBN 0-313-29304-X. （原始内容存档于2014-06-28）.